# Alekseev (ca sĩ)
Mykyta Volodymyrovych Alieksieiev (sinh ngày 18 tháng 5 năm 1993), thường được biết đến với nghệ danh Alekseev, là một ca sĩ và người viết lời bài hát Ukraina. Anh bắt đầu sự nghiệp âm nhạc vào năm 2014 sau khi lọt vào bán kết mùa thứ tư của Holos Krainy, The Voice phiên bản Ukraina. Đĩa đơn "Pyanoye solntse" (Пьяное солнце) của anh đã trở thành một bản hit đình đám ở khắp các quốc gia thuộc CIS. Anh đại diện cho Belarus tại Eurovision Song Contest 2018 được tổ chức tại Bồ Đào Nha với bài hát "Forever".

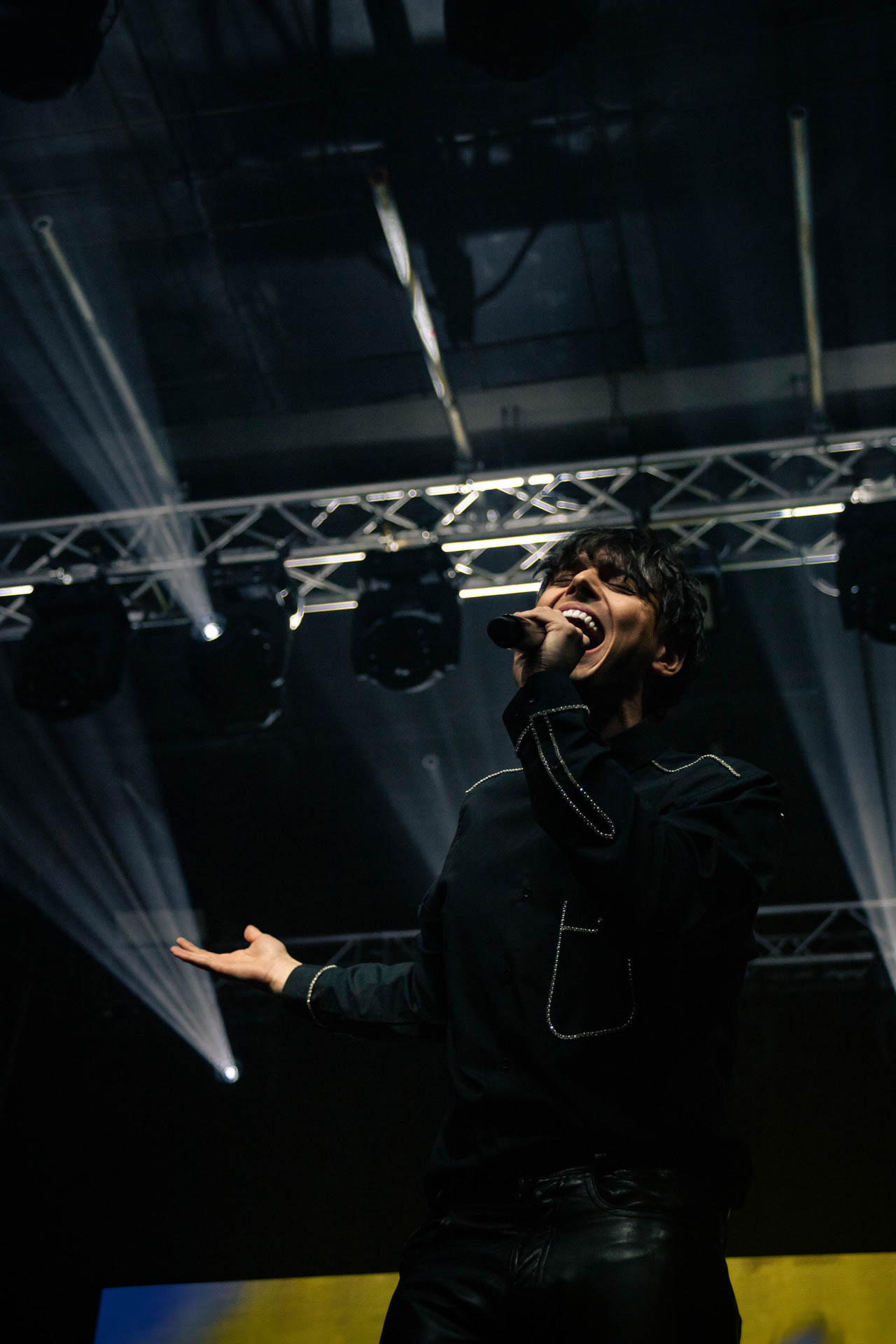
Alekseev Ukrsongproject 2022

## Đầu đời
Alekseev sinh ngày 18 tháng 5 năm 1993 tại thủ đô Kyiv của Ukraina trong một gia đình người Nga-Ukraina, có gốc Belarus. Trước khi anh ra đời, cha ruột của anh đã bỏ lại gia đình và chuyển đến Israel vì không muốn nuôi con. Alekseev vẫn giữ thái độ lạnh lùng với cha của mình, nhưng anh đã tuyên bố rằng vẫn sẵn lòng gặp lại ông.
Khi được một tuổi rưỡi, Alekseev và mẹ chuyển tới tới thành phố Chita, Nga, và định cư tại đây hai năm. Sau đó, anh cùng mẹ lại trở lại Kyiv, và sống trong một căn hộ nhỏ cùng nhiều gia đình khác tại Livoberezhnyi Masyv. Anh theo học tại một trường âm nhạc tại địa phương, và đã từng tham gia cuộc thi tuyển chọn thí sinh đại diện cho Ukraina tại Junior Eurovision Song Contest năm 2005 với một ca khúc tự sáng tác.
Những năm thiếu thời, Alekseev từng tới Mula, Tây Ban Nha vào kỳ nghỉ hè, và sống với gia đình cha mẹ nuôi tại đó. Có giai đoạn, anh sống tại đây tới tám tháng một năm. Năm 2018, trong một bữa tiệc trước thềm Eurovision, anh đã gặp lại cha mẹ nuôi sau hơn một thập niên.
Năm 12 tuổi, Alekseev thực sự yêu thích âm nhạc và ca hát, nên anh đã theo học Konstantin Pona. Anh sau đó đã thành lập ban nhạc riêng lấy tên là "Mova". Anh đã tốt nghiệp Đại học Thương mại và Kinh tế Quốc gia Kyiv chuyên ngành marketing.
Từ năm 2018, anh được cho là đang hẹn hò với nữ ca sĩ Ukraina-Nga Ulyana Sinetskaya.

## Sự nghiệp

### Holos Krainy
Ở vòng giấu mặt của Holos Krainy, Ani Lorak đã nhấn chuông lựa chọn Alekseev, nhưng anh đã không thể đi tiếp tới vòng công diễn thứ nhất. Như một sự an ủi, Ani Lorak đã giúp Alekseev thực hiện video âm nhạc cho đĩa đơn đầu tay của anh với tựa đề "Everything is in Time". Dù vậy, mãi tới khi anh xuất hiện trong chương trình Voice of the County: Reload với màn hát lại và thực hiện video âm nhạc cho ca khúc "I'm Drowning" của Iryna Mykolayivna Bilyk.

### Ra mắt – 2017
Tháng 9 năm 2015, Alekseev phát hành album phòng thu đầu tiên với tựa đề Pyanoye solntse (Drunken Sun), do Vitaly Kurovsky viết lời và Rusland Quint soạn nhạc. Cuối tháng 5 năm 2016, anh được trao giải RU.TV cho bài hát hay nhất. Anh cũng giành được giải Yuna cho album "Drunken Sun". Các video âm nhạc của đĩa đơn được phát hành sau đó, gồm có "Shards of Dreams", "Became Oceans" và "Feeling Soul", đều do Alan Kazbekovich Badoev phụ trách sản xuất. Ngày 29 tháng 6 năm 2016, anh đã có một màn trình diễn tại Miss Ukraine Universe.
Tháng 6 năm 2016, Alekseev giành giải Nghệ sĩ đột phá của năm tại giải MUZ-TV của Nga và giải Nghệ sĩ đột phá của năm tại giải thưởng Âm nhạc M1 của Ukraina vào tháng 12 cùng năm. Tháng 3 năm 2017, anh giành chiến thắng tại giải ZD và một số hạng mục tại Top Hit Music Awards, gồm có: "Nghệ sĩ đột phá của năm ", "Nghệ sĩ của năm ", "Màn cất cánh của năm", "Bài hát được phát nhiều nhất trên sóng truyền thanh" cho bài hát Drunken Sun và "Nghệ sĩ phát thanh phổ biến nhất".
Ngày 14 tháng 2 năm 2017, Alekseev bắt đầu chuyến lưu diễn đầu tiên trên khắp Ukraina. Show diễn cuối cùng trong chuyến lưu diễn được tổ chức đúng vào ngày sinh nhật của anh, 18 tháng 5, tại Cung điện Oktyabrsky.

### Eurovision Song Contest
Một tuần sau khi đăng ký tham gia cuộc thi Vidbir, có thông tin công bố rằng anh đã rút lại quyết định tham gia. Anh sau đó đã đăng ký tham gia tuyển chọn tại cuộc thi ở Belarus. Quyết định của anh đã gây nhiều tranh cãi. Eurovision quy định rằng bài hát được đưa đi thi đấu không được phép biểu diễn trước ngày 1 tháng 9 của năm trước cuộc thi. Tuy vậy, Alekseev đã trình diễn bài hát "Навсегда" trong các buổi hòa nhạc của mình. Anh sau đó đã rút ngắn và dịch lời bài hát sang tiếng Anh để tránh phạm luật. Ngày 15 tháng 1 năm 2018, một bài viết nói rằng 11 thí sinh khác tham gia tranh đấu tại chung kết cuộc thi tuyển chọn thí sinh toàn quốc của Belarus đã đe dọa sẽ rút lui khỏi cuộc thi nếu Alekseev được chấp thuận và được phép tham dự trận chung kết của cuộc thi.
Dù vậy, vào ngày 16 tháng 2 năm 2018, Alekseev đã giành chiến thắng trong cuộc tuyển chọn quốc gia của Belarus và đại diện cho đất nước tại Eurovision Song Contest 2018 tại Lisboa, Bồ Đào Nha.

### Sau Eurovision Song Contest
Tháng 11 năm 2018, có thông tin rằng anh bắt đầu hợp tác với Sony Music Entertainment (Nga).

## Danh sách đĩa nhạc

### Album phòng thu
| Tựa đề                    | Thông tin                                                                                       |
| ------------------------- | ----------------------------------------------------------------------------------------------- |
| Пьяное солнце Drunken Sun | - Ngày phát hành: 2 tháng 12 năm 2016 - Hãng đĩa: Zion Music - Định dạng: Tải xuống kỹ thuật số |
| МОЯ ЗВЕЗДА My Star        | - Ngày phát hành: 23 tháng 5 năm 2019 - Hãng đĩa: Sony Music - Định dạng: Tải xuống kỹ thuật số |

### EP
| Tựa đề     | Thông tin                                                                                       |
| ---------- | ----------------------------------------------------------------------------------------------- |
| Держи Hold | - Ngày phát hành: 25 tháng 2 năm 2017 - Hãng đĩa: Zion Music - Định dạng: Tải xuống kỹ thuật số |
| Forever    | - Ngày phát hành: 23 tháng 4 năm 2018 - Hãng đĩa: Sony Music - Định dạng: Tải xuống kỹ thuật số |

### Đĩa đơn
| Tựa đề                                          | Năm  | Thứ hạng cao nhất | Thứ hạng cao nhất | Album                         |
| Tựa đề                                          | Năm  | RUS               | UKR               | Album                         |
| ----------------------------------------------- | ---- | ----------------- | ----------------- | ----------------------------- |
| "Всё успеть" (Everything Is in Time)            | 2014 | —                 | —                 | Hold                          |
| "Больно, как в раю" (It Hurts Like in Paradise) | 2015 | —                 | —                 | Drunken Sun                   |
| "А я плыву" (And I'm Swimming)                  | 2015 | 59                | 1                 | Drunken Sun                   |
| "Пьяное солнце" (Drunken Sun)                   | 2015 | 2                 | 1                 | Drunken Sun                   |
| "Снов осколки" (Broken of the Dreams)           | 2016 | 37                | 13                | Drunken Sun                   |
| "OMA"                                           | 2016 | —                 | —                 | Drunken Sun                   |
| "Океанами стали" (Became Oceans)                | 2016 | 39                | 39                | Drunken Sun                   |
| "Чувствую душой" (I Feel My Soul)               | 2017 | 29                | —                 | Drunken Sun                   |
| "Навсегда" (Forever)                            | 2017 | 29                | —                 | Forever                       |
| "Forever"                                       | 2018 | 22                | 15                | Forever                       |
| "Сберегу" (Saving)                              | 2018 | 29                | —                 | My Star                       |
| "Февраль" (February)                            | 2018 | 495               | —                 | Đĩa đơn không nằm trong album |
| "Как ты там" (How are you)                      | 2018 | 29                | —                 | My Star                       |
| "Не мёд" (No honey)                             | 2019 | 29                | —                 | My Star                       |
| Mama 2022                                       |      |                   |                   |                               |

### Video âm nhạc
| Tựa đề                                | Năm  |
| ------------------------------------- | ---- |
| "Всё успеть" (Everything Is in Time)  | 2014 |
| "А я плыву" (And I'm Swimming)        | 2015 |
| "Пьяное солнце" (Drunken Sun)         | 2015 |
| "OMA"                                 | 2016 |
| "Снов осколки" (Broken of the Dreams) | 2016 |
| "Океанами стали" (Became Oceans)      | 2016 |
| "Чувствую душой" (I Feel My Soul)     | 2017 |
| "Forever"                             |      |
| "Сберегу" (I'll save you)             | 2018 |

## Sự nghiệp điện ảnh
| Năm  | Tựa đề (tiếng Anh)  | Tựa đề (tiếng Ukraina) | Vai diễn  |
| ---- | ------------------- | ---------------------- | --------- |
| 2017 | Mom for Snow Maiden | Мама для Снігуроньки   | Khách mời |

## Giải thưởng và đề cử
| Năm  | Giải thưởng                                                 | Hạng mục                                                                                      | Kết quả   | Nguồn  |
| ---- | ----------------------------------------------------------- | --------------------------------------------------------------------------------------------- | --------- | ------ |
| 2016 | Giải YUNA                                                   | Đột phá của năm                                                                               | Đoạt giải |        |
| 2016 | Giải MUZ-TV                                                 | Đột phá của năm                                                                               | Đoạt giải |        |
| 2016 | Giải MUZ-TV                                                 | Bài hát của năm cho bài hát "Пьяное солнце" (Drunken Sun)                                     | Đề cử     |        |
| 2016 | Giải RU.TV                                                  | Bài hát của năm cho bài hát "Пьяное солнце" (Drunken Sun)                                     | Đoạt giải |        |
| 2016 | Giải RU.TV                                                  | Đột phá của năm                                                                               | Đề cử     |        |
| 2016 | Giải thưởng Máy hát Vàng                                    | Cho bài hát "Пьяное солнце" (Drunken Sun)                                                     | Đoạt giải |        |
| 2016 | Top League Awards                                           | Bài hát của năm cho bài hát "Пьяное солнце" (Drunken Sun)                                     | Đoạt giải |        |
| 2016 | Giải thưởng Âm nhạc M1                                      | Đột phá của năm                                                                               | Đoạt giải |        |
| 2016 | Bài hát của Năm                                             | Cho bài hát "Снов Осколки" (Broken of the Dreams)                                             | Đoạt giải |        |
| 2016 | Sound Track MK Awards                                       | Đột phá của năm                                                                               | Đoạt giải | [ 23 ] |
| 2016 | Sound Track MK Awards                                       | Nghệ sĩ của năm                                                                               | Đoạt giải |        |
| 2016 | Giải Top Hit Music                                          | Take-Off of the Year                                                                          | Đoạt giải |        |
| 2016 | Giải Top Hit Music                                          | Nghệ sĩ Phát thanh Phổ biến nhất                                                              | Đoạt giải |        |
| 2016 | Giải Top Hit Music                                          | Bài hát được phát nhiều nhất trên sóng truyền thanh cho bài hát "Пьяное солнце" (Drunken Sun) | Đoạt giải |        |
| 2016 | OOPS! Video Awards                                          | Video âm nhạc hay nhất cho bài hát "Пьяное солнце" (Drunken Sun)                              | Đoạt giải |        |
| 2016 | Giải thưởng Âm nhạc Quốc gia Nga                            | Nghệ sĩ Solo Nhạc pop Xuất sắc nhất năm                                                       | Đề cử     |        |
| 2016 | Giải thưởng Âm nhạc Quốc gia Nga                            | Video âm nhạc của nam nghệ sĩ xuất sắc nhất cho bài hát "Пьяное солнце" (Drunken Sun)         | Đề cử     |        |
| 2017 | MUZ-TV Awards                                               | Video âm nhạc của nam nghệ sĩ xuất sắc nhất cho bài hát "Океанами Cтали" (Became Oceans)      | Đề cử     |        |
| 2017 | Song of the Year                                            | Cho bài hát "Океанами Cтали" (Became Oceans)                                                  | Đoạt giải |        |
| 2017 | Song of the Year                                            | Nghệ sĩ của năm                                                                               | Đoạt giải |        |
| 2017 | Top League Awards                                           | Cho bài hát "Океанами Cтали" (Became Oceans)                                                  | Đoạt giải |        |
| 2017 | Giải thưởng Âm nhạc Quốc gia Nga                            | Nghệ sĩ Solo Nhạc pop Xuất sắc nhất năm                                                       | Đoạt giải |        |
| 2017 | Giải thưởng của tạp chí "OK!:"More than Stars»              | «New Face. Music»                                                                             | Đoạt giải |        |
| 2017 | Music Platform Awards                                       | Cho bài hát "Чувствую Душой" (I Feel My Soul)                                                 | Đoạt giải |        |
| 2017 | Giải MUZ-TV (Belarus)                                       | Nghệ sĩ của năm                                                                               | Đoạt giải |        |
| 2018 | Giải YUNA                                                   | Album của năm "Пьяное солнце" (Drunken Sun)                                                   | Đề cử     |        |
| 2018 | Giải thưởng Âm nhạc ZHARA                                   | Ca sĩ xuất sắc nhất năm                                                                       | Đề cử     |        |
| 2018 | Giải RU.TV                                                  | Fanclub xuất sắc nhất                                                                         | Đề cử     |        |
| 2018 | Giải RU.TV                                                  | Ca sĩ xuất sắc nhất năm                                                                       | Đề cử     |        |
| 2018 | Giải thưởng của tạp chí "Viva!: "The most beautiful people" | "Người đàn ông đẹp trai nhất năm"                                                             | Đề cử     |        |
| 2018 | National TV-Award "High Five!"                              | «Nghệ sĩ được yêu thích»                                                                      | Đề cử     |        |
| 2018 | Giải MUZ-TV                                                 | Nghệ sĩ Solo Nhạc pop Xuất sắc nhất năm                                                       | Đề cử     |        |
| 2018 | Lễ hội Âm nhạc Quốc tế "Astana Dausy-2018" (Kazakhstan)     | Ca sĩ Ukraina xuất sắc nhất                                                                   | Đoạt giải |        |
| 2018 | Giải thưởng Âm nhạc M1: 4 mùa                               | Ca sĩ mùa xuân                                                                                | Đề cử     |        |
| 2018 | Giải thưởng Âm nhạc M1: 4 mùa                               | Ca sĩ mùa hạ                                                                                  | Đoạt giải |        |
| 2018 | Giải thưởng Âm nhạc M1: 4 mùa                               | Ca sĩ của năm                                                                                 | Đề cử     |        |
| 2018 | Top League Awards                                           | Cho bài hát "Навсегда" (Forever)                                                              | Đoạt giải |        |
| 2018 | Music Platform Awards                                       | Cho bài hát "Сберегу" (I'll Save You)                                                         | Đoạt giải |        |
| 2019 | Sound Track MK Awards                                       | Nghệ sĩ "Pop" xuất sắc nhất                                                                   | Đoạt giải |        |
| 2019 | Sound Track MK Awards                                       | "Sexy M"                                                                                      | Đoạt giải |        |
| 2019 | Giải thưởng Âm nhạc ZHARA                                   | Ca sĩ xuất sắc nhất năm                                                                       | Đề cử     |        |
| 2019 | Topical Style Awards                                        | "Đĩa đơn sành điệu"                                                                           | Đoạt giải |        |
| 2019 | Giải MUZ-TV                                                 | Video âm nhạc của nam nghệ sĩ xuất sắc nhất cho bài hát "Навсегда" (Forever)                  | Đề cử     |        |
| 2019 | Giải RU.TV                                                  | Ca sĩ xuất sắc nhất năm                                                                       | Đề cử     |        |
| 2019 | Giải thưởng Âm nhạc M1                                      | Ca sĩ của năm                                                                                 | Đề cử     |        |
| 2020 | Giải YUNA                                                   | Nghệ sĩ trình diễn xuất sắc nhất                                                              | Đề cử     |        |
| 2020 | Music Platform Awards                                       | Cho bài hát "Ревность"(Jealousy)                                                              | Đoạt giải |        |